# 3-я воздушная армия дальней авиации
3-я воздушная армия дальней авиации (3 ВА ДА) — воздушная армия СССР в составе Командования дальней авиации Военно-воздушных сил Вооружённых сил СССР.

## История наименований
- 7-я воздушная армия;
- Войсковая часть (Полевая почта) 35412;
- 3-я воздушная армия дальней авиации (с 9 апреля 1946 года);
- 65-я воздушная армия дальней авиации (с 10 января 1949 года);
- Войсковая часть (Полевая почта) 55116 (с 9 апреля 1946 года).

## История организационного строительства
- Сформирована как 7-я воздушная армия приказом НКО от 10 ноября 1942 года на базе ВВС Карельского фронта. Состав армии формировался за счёт вновь созданных авиационных дивизий на основе ВВС 14-й армии, ВВС 19-й армии, ВВС 26-й армии и ВВС 32-й армии. В марте 1945 года армия передислоцирована на Дальний Восток. Расформирована 1 апреля 1945 года. Личный состав управления армии обращён на доукомплектование штаба 9-й воздушной армии.
- На базе управления армии на основании приказа НКО СССР 9 апреля 1946 года было сформировано управление 3-й воздушной армии дальней авиации. В состав армии вошли бомбардировочные соединения 6-го и 19-го бомбардировочных авиационных корпусов.
- 20 февраля 1949 года на основании директивы Генерального штаба Советской Армии 3-я воздушная армия дальней авиации переименована в 65-ю воздушную армию дальней авиации.
- В связи с сокращениями ВВС 65-я воздушная армия дальней авиации к середине 1953 года расформирована, части и соединения армии переданы в другие объединения.

## Состав
- 6-й бомбардировочный авиационный Донбасский корпус (Смирных, Сахалинская область)[1]:
  - 326-я бомбардировочная авиационная Тарнопольская ордена Кутузова дивизия (Леонидово, Сахалинская область)[1]:
  - 334-я бомбардировочная авиационная Ленинградская Краснознаменная ордена бомбардировочный авиационный полк (Ту-2, Смирных, Сахалинская область)[1];
- 19-й бомбардировочный авиационный корпус (Воздвиженка, Приморский край)[1]:
  - 33-я бомбардировочная авиационная Краснознамённая дивизия (Белогорск Амурская область)[1]:
  - 55-я бомбардировочная авиационная Краснознамённая дивизия Ханко-2 Северная Корея)[1].

## Дислокация
- Штаб и управление армии — город Хабаровск[1].
- Части и соединения — на территории краёв и областей: Хабаровский край, Приморский край, Амурская область, Сахалинская область и Северная Корея[1].

## Подчинение
| Объединение                  | Период                               |
| ---------------------------- | ------------------------------------ |
| Командование дальней авиации | апрель 1946 года — февраль 1949 года |

## Командующие армией
- Генерал-полковник авиации Жданов Василий Николаевич, 09.04.1946 — 15.02.1949